# Bắc Kạn (định hướng)
Bắc Kạn có thể là:
- Tỉnh Bắc Kạn cũ ở Việt Nam
- Tỉnh lỵ cũ của tỉnh Bắc Kạn (Thành phố Bắc Kạn)
- Phường của tỉnh Thái Nguyên mới (Phường Bắc Kạn)